# Dalarna (kraina)
Dalarna – prowincja historyczna (landskap) w Szwecji, położona w północno-zachodniej części Svealand. Dalarna była ostatnim miejscem, gdzie używano run. Uczono ich tam w szkołach jeszcze na początku XX wieku